# Attenrode-Wever
Pour les articles homonymes, voir Wever.
Attenrode-Wever est une section de la commune belge de Glabbeek située en Région flamande dans la province du Brabant flamand. C'était une commune à part entière avant la fusion des communes de 1977.

## Évolution démographique
- Sources : INS, Rem. : 1831 jusqu'en 1970 = recensements, 1976 = nombre d'habitants au 31 décembre.

## Histoire
Le 19 août 1914, l'armée impériale allemande exécute 10 civils et détruit 19 bâtiments lors des atrocités allemandes commises au début de l'invasion.